# Albert Vidanya Fernández

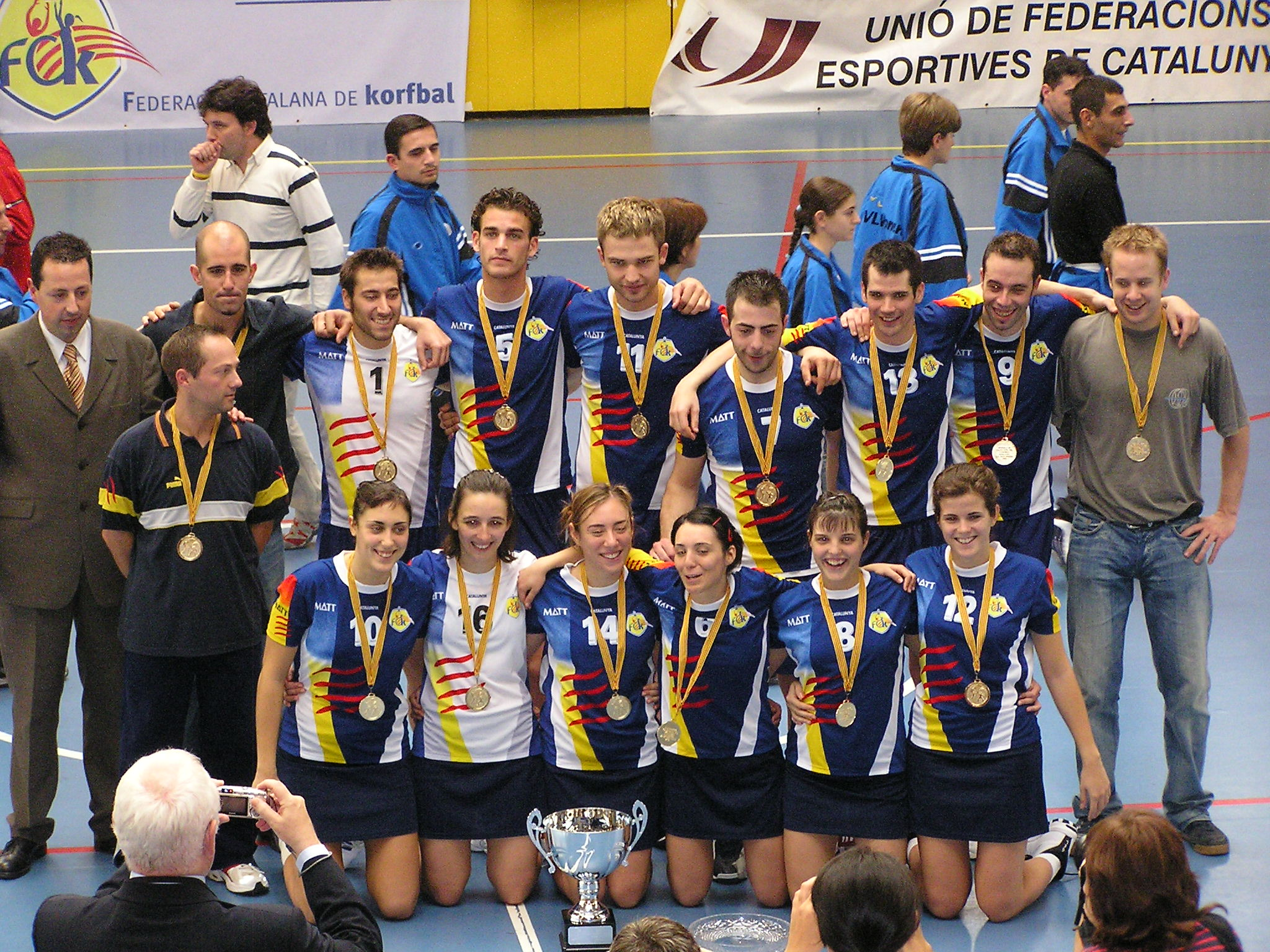
La Selecció Catalana entrenada per Albert Vidaña després de guanyar L'European Bowl 2005

Albert Vidanya Fernández   (Terrassa, 1 de juliol de 1976) és membre del Comitè Executiu de la IKF (Federació Internacional de Korfbal), desenvolupant la tasca de Director de Desenvolupament i Educació, i un dels pioners del corfbol català. Com a entrenador de la Selecció Catalana es va proclamar campió de l'European Bowl del 2005.

## Carrera esportiva
En la seva etapa de jugador de korfbal va formar part del mític CK L'Autònoma guanyant dues lligues i una copa. També va ser internacional per Catalunya durant molts anys.
Del 2001 al 2004 va ser entrenador del CK L'Autònoma, amb qui va guanyar tres lligues i tres copes. Va dirigir equips dels Països Baixos i va ser un dels fundadors del CK Les Roquetes l'any 2002, el primer club de korfbal de la comarca del Garraf i que més tard es vincularia com a secció de korfbal del CE Vilanova i la Geltrú.
Va ocupar el càrrec de Director Tècnic de la Federació Catalana des de la creació de la Federació fins al mes de desembre de 2011. L'obtenció d'aquest rol el va fer desvincular-se de la Junta Directiva del Vilanova, club al que havia estat lligat durant sis temporades. Uns anys abans va exercir de director del Departament de Promoció de la Unió Catalana de Korfbal (UCK), predecessora de la Federació.
Va debutar com a Seleccionador català l'any 2004, i ho va ser fins l'europeu d'Hongria del 2006. L'any 2005 va guanyar l'European Bowl disputada a Terrassa. El va substituir a la banqueta de la Selecció l'holandès Tilbert La Haye.
A banda de ser uns dels màxims precursors de l'esport a Catalunya, des del 2008 també ho és a Sud-amèrica. Va ser aquest any quan va començar a coordinar un programa d'introducció i promoció del korfbal a l'Argentina, Paraguai i Uruguai, projecte al qual es va sumar Colòmbia l'any 2011.
El 2012 fitxa pel Korfbal Club Barcelona, equip de la Lliga Nacional de korfbal. En el seu primer any al capdavant de l'equip es va proclamar campió de la Lliga Nacional i subcampió de la Copa Catalana.
Va entrar a formar part de la Federació Internacional de Korfbal (IKF, en anglès) l'any 2007, quan entra a formar part del Consell d'aquesta Federació. Les seves col·laboracions amb aquesta entitat organitzant promocions als països sud-americans li va permetre el mes de novembre del 2011 ingressar al Comitè Executiu de la Federació Internacional, passant a presidir el Comitè encarregat del desenvolupament i la promoció (Development and Education Committee) d'aquest esport.